# Columba argentina
La paloma plateada (Columba argentina) es una especie de ave columbiforme de la familia Columbidae, endémica de Indonesia. Se creía extinta, pero poblaciones silvestres fueron redescubiertas en 2008 cerca de la isla Siberut, al norte del archipiélago Mentawai.

## Distribución y hábitat
Esta especie fue registrada a finales del siglo XIX y principios del siglo XX en las islas menores que circundan Borneo y Sumatra, al oeste de Indonesia, y en la zonas de las islas principales adyacentes. El registro más antiguo era el de una muestra supuestamente recogida cerca de Pontianak antes de 1850. Existen registros verificados de la isla Burong (1899), Saya en las islas Lingga (el mismo año), Simeulue (Teluk Dalam y Teluk Labuan Bajau, 1901), Pagai del Sur (1902) y Sipura en las islas Mentawai, las islas Riau (varias veces), Tuangku Airdingin (1913), Jemaja Andriabu en las islas Anamba (1925), al norte de las islas Natuna (1928), y en las provincias de Sumatra Jambi y posiblemente en Sumatra Meridional. Entre las primeras localizaciones también se incluyen Bintan en las islas Riau (junio de 1930) y Pulau Gurungan Besar en las islas Karimata (marzo 1931). Cuando se creía extinguida en la naturaleza la especie fue redescubierta en los islotes de Mastokut y Simaimu, al sur de las costas de Siberut, perteneciente a las islas Mentawai.